# Imitation (musik)
Imitation (latin), efterligning; i musikken betegnelse for gentagelsen af et motiv, eller en motivdel, i en anden stemme end den, i hvilken den først fremtræder, i reglen også på et andet tonetrin, et af de vigtigste elementer ved bygningen af et musikstykke, grundlaget for kanon og fuga, for al polyfon musik i det hele taget. Imitation kan finde sted i enklang, eller i hvilket som helst andet interval, diatonisk og kromatisk, i lige (parallel) eller i omvendt (mod-) bevægelse, i noder af samme tidsværdi eller i noder af større (i forstørrelse; per augmentationem) eller mindre (i formindskelse: per diminutionem).